# تشارلز تي. برنارد
تشارلز تي. برنارد هو شخصية أعمال وسياسي أمريكي، ولد في 10 سبتمبر 1927 في مدينة إيرل في الولايات المتحدة، وتوفي في 27 يونيو 2015 في ممفيس في الولايات المتحدة. نشط حزبياً في الحزب الجمهوري.